# Szadek
Szadek este un oraș în Polonia.